# 扬中市渔业社
扬中市渔业社是江苏省扬中市人民政府农林局下属的一个经费自理的事业单位。2019年时的公开地址为扬中市沙家港西黄山套。是为当地渔业、渔民服务的组织。
2012年及之前，在国家统计局网站统计中，所在区域以扬中市渔业社之名列为扬中市的一个类似乡级单位。